# 더 스피어
더 스피어(The Sphere)는 독일 예술가 프리츠 쾨니히 (1924년~2017년)가 제작한 청동 조각 작품이다. '더 스피어'는 미국에서 알려진 명칭으로서 작가가 붙인 원제는 Große Kugelkaryatide NY (뉴욕의 거대한 구형 카리타이드)이다. 플라자 분수의 구 (Sphere at Plaza Fountain), 세계무역센터의 구 (WTC Sphere), 쾨닉 스피어 (Koenig Sphere)라는 별칭으로도 알려져 있다.
1972년 미국 뉴욕시 세계 무역 센터의 쌍둥이 빌딩 사이에 자리한 오스틴 J. 토빈 광장에 설치되었으며, 무게만 20톤이 넘어 현대에 제작된 것으로는 세계 최대 규모의 청동 조각작품으로 불렸다. 2001년 9·11 테러로 세계무역센터 빌딩이 완전히 붕괴되는 초유의 사태 속에서 제 모습을 거의 유지한 채로 발견된 유일한 예술작품이었다. 사건 이후 해체되어 존 F. 케네디 국제공항 격납고 인근에 보관되었으며, 9·11 테러를 상징하는 기념물로서 2001년 다큐멘터리 <Koenig's Sphere>의 주인공으로 다뤄졌다.
2002년 배터리 파크로 이전 설치되어 한동안 그곳에 남아 있었으나, 2017년 8월 16일 뉴욕 뉴저지 항만청의 결정으로 리버티 파크로 재이전되어 9·11 메모리얼 뮤지엄 (쌍둥이 빌딩 부지)와 원래 제 위치를 내려다보게 되었다. 9·11 테러 직후 손상된 모습 그대로 고스란히 보존되고 있다.

## 작품

### 배경과 의도
1960년대~1970년대 초 미국에서 활동하던 독일 출신의 프리츠 쾨니히 (Fritz Koenig)가 만든 작품으로, 원제는 Große Kugelkaryatide NY (뉴욕의 거대한 구형 카리아티드)이다. 세계 무역 센터를 설계한 건축가 미노루 야마사키는 뉴욕의 조지 W. 스템플리 갤러리 (George W. Staempfli Gallery)에서 쾨니히의 작품을 본 뒤, 그를 찾아가 당시 건설중이던 세계무역센터의 쌍둥이 타워 사이 광장 공간에 설치될 분수형 조각품을 만들어 달라고 요청하였다. 이를 받아들인 쾨니히는 1967년 세계무역센터의 개발주, 소유주인 뉴욕 뉴저지 항만청과 용역계약을 체결하고 제작에 들어갔다.
프리츠 쾨니히의 작품세계에서 카리아티드 (여인상 기둥)는 기하학적 덩어리를 구기거나 부담스럽게 배치하는 방식을 통해 다양한 형상으로 탐구되는 대상이다. 작가는 이 작품을 통해 고층건물과의 정갈한 대조를 이루고자 하였다.

### 제작과 설치
반암 원반에 청동으로 제작되어 올려진 높이 1.0m, 직경 25m 크기의 구로서, 15분에 1회씩 회전하도록 하였다. 총무게는 20톤, 높이는 7.6m에 달해, 당시 "현대에 제작된 청동 조각품으로는 최대 규모"로 불렸으며 쾨니히 본인도 이 작품을 두고 '제일 큰 아이'라고 불렀다. 작품와 이어지는 광장 분수에서는 작품의 주변부를 두르는 고리를 통해 구에 인접한 평면 쪽으로 초당 600리터의 물이 분사되어 나왔다. 이를 통해 구형의 카리아티드가 물 밖으로 솟아오른 듯한 인상을 주었다. 작품에 내장된 기술이 매우 복잡했는데 1964년부터 프리츠 쾨니히 본인이 강사로 재직했던 뮌헨 공과대학교의 수문학 하천유역 관리연구소에서 설계되었다.
작품 제작은 1968년 말~1969년 초부터 1971년 말까지, 프리츠 쾨니히가 거주하던 독일 란츠후트 인근의 간슬베르크 (Ganslberg)에서 진행되었다. 실물 크기의 석고 모델작업을 위해 쾨니히가 쓰던 농가와 실물 스튜디오 주변에 새로운 공방소를 마련해야 했던 것으로 전해진다. 쾨니히의 작품 제작에는 오랜 조수인 휴고 얀 (Hugo Jahn)과 남티롤 출신 조각가 요세프 플랑켄슈타이너 (Josef Plankensteiner)가 일손을 도왔다. 1969년부터는 더 스피어의 석고모형을 67개 조각으로 분해한 뒤, 뮌헨의 예술공방인 한스 마이어 (Hans Mayr)에서 청동 주조 과정을 거쳤다. 이렇게 제작된 청동조각의 총 무게는 17톤에 달하였다. 이들을 간슬베르크의 공방으로 다시 가져와 조립 과정에 들어갔다.
4년간의 기획과 제작 끝에 완성된 조각품은 다시 해체되어 로우로더와 트럭에 실려 브레멘 항구로 이송되었다. 이곳에서 구형과 밑동에 해당되는 청동 조각이 재조립되어, 본 작품의 운송을 위해 특별 제작된 대형 목재상자로 포장되어, 대서양을 건너 뉴욕시로 배송되었다. 마침내 1971년 세계무역센터 광장에 설치된 더 스피어는 머지않아 "무역을 통한 세계평화" (world peace through trade)에 기여한다는 헌사와 함께 대중에 정식으로 공개되었다. 분수 기능을 갖추게 된 더 스피어는 세계무역센터의 핵심으로서 뉴요커들에게 인기 있는 만남의 장소로 부상하였다. 이 때 원제인 'Große Kugelkaryatide NY'는 관심받지 못했으며 '쾨닉 스피어' (Koenig Sphere)나 '더 스피어' (The Sphere)라는 약칭으로 불렀다.

## 9·11 테러 이후의 행방

### 테러 직후
9·11 테러 이후 빌딩 잔해더미에서 비교적 온전한 모습으로 발견, 회수되었다. 현장 정리를 위해 해체되어 존 F. 케네디 국제공항 인근의 창고로 보내졌다. 조각품의 발견 소식은 뉴욕 도시권의 지역 뉴스에서 널리 다루어졌으며, 쌍둥이 빌딩 부지를 담은 풍경 속에서도 특히 이목을 끌었던 주인공이었기에, 테러 추모소에 이 작품을 활용하는 것이 어떻겠냐는 목소리도 나왔었다.
독일 영화감독 퍼시 아들론은 프리츠 쾨니히의 작품에 관한 다큐멘터리 영화를 두 편 만든 경력이 있었는데 테러 직후에도 본 작품에 관한 다큐멘터리인 <Koenig's Sphere>를 제작하였다. 작중 작가 본인과 감독은 테러가 발생한 지 5주가 지난 시점에서 세계무역센터의 그라운드 제로 현장을 방문하고, 작가가 직접 작품의 탄생배경을 설명하는 내용이 담겼다. 당시까지만 해도 이 작품의 운명은 결론나지 않았는데, 쾨니히는 자신의 작품이 '아름다운 시체'와도 같다면서 재설치 방안에 반대하는 모습을 보였다.

### 배터리 파크로의 이전
테러 발생 6개월 후인 2002년 3월 11일, 원래 서 있던 곳에서 몇 블록 떨어진 맨해튼의 호프가든 인근 배터리 파크 (Battery Park)로 이전되었다. 재설치 과정에는 쾨니히가 직접 감독을 맡았으며, 기술자 4인, 철공 15인의 인력이 투입되었다. 마이클 블룸버그 뉴욕시장과 루디 줄리아니 전 시장을 비롯한 뉴욕시 인사들이 이전식 행사에 참석해 테러 희생자들을 추모하였다. 쾨니히는 "조각품이었던 것이 이제는 기념물이 되었다"면서, 비교적 약한 금속 구체가 대격변 속에서 어떻게 제 모습을 온전히 유지했는지를 언급하며 "이제 그것은 내가 상상할 수 없는 다른 아름다움을 갖고 있다. 내가 부여한 것과는 다른 고유한 생명을 가지고 있다"고 연설하였다.
배터리 파크에 설치되었을 당시, 작품 옆의 명판에는 다음과 같은 내용이 적혀 있었다.
본 조각품은 30년 동안 세계무역센터 광장에 서 있던 것이다. '더 스피어'라는 제목의 이 작품은 작가 프리츠 쾨니히가 세계 평화의 상징으로 품어왔던 것이다. 2001년 9월 11일 비극적인 사건으로 손상되었으나 희망의 상징이자 우리 나라의 불멸의 정신으로서 인내하였다. 2002년 3월 11일 세계무역센터에서 테러리스트의 공격으로 목숨을 잃은 모든 이에 대한 일시적인 추모비로서 이곳에 설차한다.
2002년 9월 11일 자취를 감춘 모든 이들을 기리어 영원한 불꽃을 점화한다. 그들의 정신과 희생은 결코 잊혀지지 않을 것이다.

### 리버티 공원으로의 이전
뉴욕시 공원 레크리에이션 관리국의 비키 카프 (Vickie Karp) 대변인에 의하면 뉴욕시는 2012년 여름 더 스피어를 이전하는 방안을 계획하였다. 당시 배터리 파크의 잔디밭을 복원하는 공사가 개시되어 조각품의 이전이 요구되는 상황이었다. 더 스피어의 소유주인 뉴욕 뉴저지 항만청은 웨스트가 90번지 건물과 세계무역센터 추모관 부지 사이에 위치한 리버티 파크에 해당 작품을 배치하는 방안을 고려하였다. 다만 리버티 파크의 완공시점은 최소 2014년 이후일 것으로 전망되었기에, 더 스피어의 이전을 위해서는 임시 부지를 선정할 필요가 있었다. 결국 패터리 파크의 공사가 시작된 2011년 2월까지도 항만청 측에서 최종 결정을 내리지 못함에 따라 더 스피어는 임시보관소로 이전되었다.
이 같은 조치는 해당 작품을 원래 위치에 해당되는 9·11 테러 추모관으로 반환해야 한다는 여론을 불러일으켰다. 9·11 테러 희생자가 올린 재이전을 요구하는 온라인 청원은 2011년 3월 23일 기준으로 7,123명의 서명을 확보하였다. 그러나 9·11 테러 추모관 관계자들은 이러한 유물을 고작 8에이커 (약 32,000m2) 넓이에 불과한 기념 광장에 두는 것은 공간의 배치를 어수선하게 만들 수 있다며 반대 입장을 밝혔다. 반면 2012년 6월 28일 항만청 측은 더 스피어를 국립 9·11 추모관·박물관 광장으로 옮기자는 목소리를 지지한다고 밝혔다. 항만청 위원회 회의에 참석한 마이클 버크 (Michael Bruke)가 이전 방안에 관한 공개 논평을 진행한 뒤, 패트릭 J. 포이 (Patrick J. Foye) 전무이사가 다음과 같이 찬성 의사를 표했다.
버크 씨의 발언은 뉴욕과 뉴저지 수많은 시민들과 이곳 항만공사의 많은 분들께 반향을 일으키고 있다. 특히 9·11 테러로 84명에 달하는 항만청 가족이 목숨을 잃었다는 사실을 감안한다면 그렇다. 9·11 테러의 참상으로부터 피해를 입었음에도 살아남은 유물이며, 우리는 이것을 기념광장에 두는 것이 틀림없이 적절하다고 본다.— 항만청 소속 패트릭 J. 포이의 이전 찬성 발언, 워싱턴 포스트지 보도

2016년 6월 리버티 파크가 개장할 당시에도 조각품 이전 문제는 계속되고 있었으나 2016년 7월 22일 항만청에서 조각품 이전을 공식화하였다. 2017년 8월 리버티 파크로 정식 이전한 더 스피어는 9월 6일 세계무역센터 부지가 내려다보이는 리버티 파크 부지에 영구적으로 설치되었다. 뉴욕 뉴저지 항만청은 2017년 11월 29일 리버티 파크에서 세계무역센터 부지 복귀 기념식을 개최하였다.

## 같이 보기
- 플롭 아트
- 9·11 테러로 피해를 입은 미술품 목록